# 尤利安·克斯特
尤利安·克斯特（德語：Julian Köster，2000年3月16日—），生于比勒费尔德，德国男子手球运动员。他曾代表德国国家队参加2024年夏季奥林匹克运动会男子手球比赛，获得一枚银牌。